# Ralph Dunstan
Ralph Dunstan (Carnon Downs, parròquia de Feock, Cornualla (Gran Bretanya), 1857 - Truro, 1933) fou un músic i organista anglès. Estudià al Col·legi de Ciutat de Westminster, i el 1880 fou nomenat organista de la capella del col·legi, graduant-se en doctor en música a Cambridge el 1892. Fou conseller del Tonic-solfa associations, i a més d'un manual d'ensenyança musical, compongué una cançó escolar i una composició titulada El naufragi de l'Hesperos.

## Obres selectes
- The Composer's Handbook: a guide to the principles of musical composition (1909)
- The ABC of Musical Theory; with numerous original and selected questions and exercises
- Songs of the Ages
- Cornish Dialect and Folk Songs. London: Ascherberg, Hopwood & Crew (1932)
- A Cyclopaedic Dictionary of Music
- First Steps in Harmony
- Sight Singing through Song from Staff Notation (1921)
- The Cornish Song Book: Pt. 1. London: Reid Bros; reprinted (1974)
- The Cornish Song Book: Pt. 2 reprinted (1974)
- Hereafter Summer and Others
- Exercises in Voice-Production and Enunciation for Speakers and Readers
- Music to Shakespeare's Plays. Selected and arranged for the use of schools and colleges
- The Christian Pilgrimage